# Flotta Lauro
La société Flotta Lauro (ce qui signifie en français « Flotte Lauro »), devenue en 1982 Lauro Lines avant d’être démantelée en 1987, est une ancienne compagnie maritime italienne polyvalente, assurant des transports maritimes avec des porte-conteneurs, des superpétroliers et des navires de croisière. Le siège social de la société était basé à Naples. Elle est fondée par Achille Lauro.

## Historique
Gioacchino Lauro possédait une flotte de bateaux à voile, mais la société est créée dans les années 1920 par son fils, Achille Lauro (1887-1982), avec son premier gros navire, l'Iris et ses six unités jumelles. La Flotta Lauro détient peu à peu l'une des flottes les plus puissantes de la Méditerranée et devient une des sociétés les plus importantes du Mezzogiorno. 
Les cinquante navires qui composent la flotte sont restés ancrés dans l'histoire de la marine marchande italienne, comme le Surriento, le Sidney & Rome, l’Angelina Lauro ou l' Oceanos.
Les actionnaires minoritaires de la société sont Gaetano Fiorentino et John Cafiero. 
En 1964, la compagnie rachète le navire transatlantique Willem Ruys et le rebaptise Achille Lauro pour le transformer en navire de croisière. En 1966, la compagnie met en service l'Angelina Lauro pour les liaisons avec l'Australie.
Le fils d'Achille, Ercole Lauro, qui a pris la tête de la société ne parvient cependant pas à transformer suffisamment la société pour l'adapter aux nouvelles demandes et, la crise pétrolière de 1973 aggravant la situation économique de la compagnie, celle-ci accumule une dette chiffrée à 200 milliards de lires et est placée sous administration judiciaire. Le dernier commissaire en date, Flavio De Luca, est l'auteur de transactions douteuses comme la vente du superpétrolier Volere pour moins de cinq millions de dollars, revendu immédiatement pour neuf millions.
En 1982, après que la société a été déclarée en faillite, la société Flotta Lauro devient Lauro Lines. En 1987, après le démantèlement de la compagnie, les sept derniers paquebots sont achetés par la Starluno Cruises, filiale de la compagnie italienne MSC, dont les bateaux de croisière l’Achille Lauro, le Monterey et le dernier lancé, le Melody. 